# 함통6년명 청동북
함통6년명 청동북(咸通六年銘 靑銅金鼓)은 서울특별시 용산구 국립중앙박물관에 있는 통일신라시대에 만들어진 청동북이다. 2016년 9월 1일 대한민국의 보물 제1907호로 지정되었다.

## 개요
금고는 범종과 함께 사찰 의식 때 범음(梵音)을 내는 주요 의식법구로, 불교전래 이후 제작되었을 것으로 추정된다. 이 금고는 직경 31.5cm, 폭 10.5cm 크기로 전체적으로 푸른 녹이 고르게 슬어 청록 빛을 띠고 있다. 경상북도 지역에서 출토되었다고 전해지며, 통일신라 기년명 금고로서 한국 금고의 기본형으로 일찍부터 주목받아 왔다. 이 금고는 표면을 마치 빛의 파장이 둥글게 퍼져나가듯 굵고 가는 동심선대를 돌려 당좌구(撞座區), 중구(中區), 외구(外區)의 3구로 고면을 표현하였는데, 이는 금고를 태양의 빛에 비유한 『금광명최승왕경(金光明最勝王經)』권3 ‘몽견금고참회품(夢見金鼓懺悔品)’의 내용을 가장 적절한 조형 언어로 표현한 것이 아닌가 생각되며, 이후 모든 금고에서 이와 같은 형태를 기본으로 삼고 있다는 점에서 이 금고의 공예사적 위치는 지대하다. 특히, 이 금고는 ‘咸通 陸歲乙酉二月十二日成內時(?)供(?)寺禁口’라는 제작과 관련된 명문을 남기고 있어 통일신라 금속공예의 기준자료이다. 함통 6년 을유는 신라 경문왕 5년(865)에 해당하며, 성내(成內)는 ‘이룬’, ‘이루다’의 이두식 표기이며, 명칭은 ‘금구(禁口)’였음을 알 수 있다. 이 금고는 우리나라에 남아 있는 금고 가운데 가장 오래된 연대를 가진 금고라는 데 공예사적 의미가 크고, 표면에 특출하거나 화려한 문양을 사용하지 않고도 담백하고 세련된 조형미를 만들어 낸 통일신라시대의 금속공예 수준을 가늠할 수 있는 작품이라는 데 그 의의가 크다.

## 같이 보기
- 청동북

## 참고 자료
- 함통6년명 청동북 - 국가유산청 국가유산포털